# Antônio Carlos Pacheco e Silva
Antonio Carlos Pacheco e Silva (São Paulo, São Paulo, 29 de maio de 1898 — São Paulo, 27 de maio de 1988) foi um médico brasileiro, um dos pioneiros da psiquiatria brasileira.
Pérsio Pacheco e Silva e Escolástica de Lacerda Pacheco e Silva foram os pais de Antônio Carlos, que casou-se pela primeira vez com Lavinia Souza Queiros Pacheco e Silva e pela segunda com Dirce Rudge Pacheco e Silva.
Estudou nas escolas Escola Americana, ginásios Nogueira da Gama, Nossa Senhora do Carmo e Colégio Mackenzie.
Em 1915, ingressou no curso de Medicina da Faculdade de Medicina do Rio de Janeiro, onde se formou em 1920. Em seguida, viajou para a França, onde matriculou-se na Faculdade de Medicina de Paris e realizou diversos cursos de aperfeiçoamento em clínicas locais, além de ter se especializado em neurologia e psiquiatria. Em 1921, tornou-se assistente voluntário da Clínica Charcot, em Salpetriére, do professor Pierre Marie.
Em maio de 1921, quando retornou ao Brasil, recebeu nomeação para o ocupar o cargo de médico na especialidade anatomopatologia do Hospital do Juqueri, em São Paulo. Em março de 1923, foi nomeado diretor do hospital, após ser indicado ao cargo por Franco da Rocha, professor que havia deixado o cargo para se aposentar. Antônio foi o primeiro médico a malarioterapia em casos de paralisia geral que chegavam ao hospital. A partir de 1923, dirigiu no laboratório de biologia e anatomia patológica, o pavilhão de menores portadores de deficiência mental do Hospital Juqueri.
Alguns de seus feitos no cargo de direção foram a conclusão de um pavilhão para mulheres, aparelhagem dos laboratórios de biologia e anatomia patológica, instalação da seção de radiologia, além de ter começado a publicar Memórias do Hospital Juqueri.
Em 1926, o psiquiatra foi convidado pelo Departamento de Estado norte-americano a viajar pelos Estados Unidos para estudar a organização de assistência aos psicopatas, manicômios judiciais do país, penitenciárias e menores anormais. A viagem foi comissionada pelo governo paulista e o trabalho realizado nela rendeu ao médico o prestígio da Sociedade Brasileira de Neurologia, Psiquiatria e Higiene Mental. Ainda em 1926, ajudou a fundar a Liga Paulista de Higiene Mental, da qual foi o primeiro presidente.
Em 1927, foi o representante do Brasil na 1ª Conferência Latino-Americana de Psicopatia e Medicina Legal, que aconteceu em Buenos Aires, na Argentina. Em 1930, tornou-se presidente da Comissão de Assistência Social do Estado de São Paulo e criou a Assistência Geral dos Psicopatas do Estado de São Paulo. Entre 1932 e 1933 regeu a cadeira de psiquiatria clínica e forense do curso de doutorado da Faculdade de Direito.
Em 1932, fez parte do movimento M.M.D.C., organização cujas siglas representam os nomes dos estudantes e manifestantes paulistas Mário Martins de Almeida, Américo Camargo de Andrade, Cláudio Bueno Miragaia e Dráusio Marcondes de Sousa. O movimento lutava pela autonomia do estado de São Paulo e pela reconstitucionalização do Brasil e ficou conhecido como Revolução Constitucionalista de 1932.
Em 1933 foi fundador da Escola Paulista de Medicina, tendo o privilégio de ministrar sua aula inaugural.
Foi deputado na Assembleia Nacional Constituinte em 1934, eleito por unanimidade dos sindicatos paulistas e federal na Assembleia Legislativa de São Paulo, entre 1935 e 1937.
Em 1935, regeu mediante contrato a cadeira de clínica psiquiátrica da Faculdade de Medicina da Universidade de São Paulo (USP), mas a partir de março de 1936, após concurso, passou a reger a cátedra de clínica psiquiátrica da USP, na qual permaneceu até 1967. Ocupou o mesmo cargo na Escola Paulista de Medicina, da qual foi fundador.
Teve participação decisiva na implantação da ala psiquiátrica do Hospital das Clínicas.
Presidiu a Associação Brasileira de Psiquiatria e fundou, com outros colegas, a Revista de Psiquiatria da Faculdade de Medicina da Universidade de São Paulo, em 1972.

## Publicações selecionadas
- 1922 - A Demência Paralítica em São Paulo
- 1926 - Assistência aos Psicopatas nos Estados Unidos e na Europa
- 1934 - Direito a Saúde
- 1935 - O Manicômio Judiciário do Estado de São Paulo
- 1936 - Problemas de Higiene Mental
- 1937 - Serviços Sociais
- 1939 - Misticismo e Loucura
- 1943 - Curso de Aperfeiçoamento de Psiquiatria de Guerra
- 1945 - A Assistência à Psicopatas no Estado de São Paulo
- 1948 - A Psiquiatria e a Vida Moderna
- 1950 - Medicina Psicossomática em Ginecologia
- 1951 - Psiquiatria Clínica e Forense
- 1953 - Serviços Médico-Sociais na Suécia[3]